# Several Species of Small Furry Animals Gathered Together in a Cave and Grooving with a Pict
„Several Species of Small Furry Animals Gathered Together in a Cave and Grooving with a Pict“ je šestá skladba z alba Ummagumma od anglické rockové hudební skupiny Pink Floyd, vydaného v roce 1969. Skladbu složil Roger Waters.